# Bahnhof Hamburg-Sülldorf
Der Bahnhof Hamburg-Sülldorf ist ein Haltepunkt der S-Bahn Hamburg im Hamburger Stadtteil Sülldorf. Es verkehrt dort die Linie S1. Beidseits des Bahnhofes ist die Strecke eingleisig, am Bahnhof selbst bestehen jedoch zwei Gleise, so dass die S-Bahn dort falls nötig den Gegenzug abwartet.

## Geschichte
Der Bahnhof wurde im Zuge der Einweihung der Dampfstrecke Blankenese–Wedel am 1. Dezember 1883 eröffnet. Bis zum Zweiten Weltkrieg bestand auch ein weiteres Gleis, das nördlich der heutigen Gleise gelegen war und von Güterzügen genutzt wurde. Zudem gab es etwas westlich der Station einen Abzweig zu einer nahegelegenen Kiesgrube. 1927 wurde ein mechanisches Stellwerk in der Nähe des Bahnhofs gebaut. Am 14. Mai 1950 wurde die Strecke bis Sülldorf dann elektrifiziert. Vor der Elektrifizierung bestand auch das Gütergleis, das jedoch dann abgebaut wurde. Sülldorf war bis zum 22. Mai 1954 der Endbahnhof bzw. Übergangsbahnhof der elektrischen Strecke, bis sie dann bis Wedel verlängert wurde.
2013 wurde der Haltepunkt umgebaut und damit auch umfassender barrierefrei ausgestattet.
Bestehen blieb auch das mechanische Stellwerk „Sdf“, von dem aus noch heute Formsignale und Bahnschranken im Sülldorfer Bahnhofsbereich gesteuert werden. Dieses historische Stellwerk ist das letzte seiner Art in Hamburg. Es beinhaltet auch das kleinste noch in Betrieb befindliche Formsignal Hamburgs. Allerdings soll dieses im Rahmen der Modernisierung der Stellwerkstechnik auf dem gesamten Streckenabschnitt ab 2026 bis etwa 2030 ersetzt und abgerissen werden, wie auch der gesamte Bahnhof erneut modernisiert werden soll. Statt über eine Fußgängerschranke wie bislang soll der Zugang dann über eine kleine Brücke erfolgen. Lediglich die Schranke am Sülldorfer Kirchenweg soll erhalten bleiben und mit moderner Technik ausgestattet werden.

## Lage
Die Haltestelle verfügt über einen Mittelbahnsteig. Sie besitzt einen barrierefreien Zugang, der zum Sülldorfer Kirchenweg führt.

## Verkehr
| Linie | Verlauf |
| ----- | --- |
| S 1   | Wedel – Rissen – Sülldorf – Iserbrook – Blankenese – Hochkamp – Klein Flottbek – Othmarschen – Bahrenfeld – Ottensen – Altona – Königstraße – Reeperbahn – Landungsbrücken – Stadthausbrücke – Jungfernstieg – Hauptbahnhof – Berliner Tor – Landwehr – Hasselbrook – Wandsbeker Chaussee – Friedrichsberg – Barmbek – Alte Wöhr (Stadtpark) – Rübenkamp – Ohlsdorf \ Streckenast Poppenbüttel – Kornweg (Klein Borstel) – Hoheneichen – Wellingsbüttel – Poppenbüttel / Streckenast Flughafen – Hamburg Airport (Flughafen) |

Die S1 verkehrt an dem Haltepunkt im 10–Minuten–Takt bis 20-Minuten-Takt. Die Metrobuslinie 1 und die Nachtbuslinien 601 und 621 halten an einem Busbahnhof in der Nähe.